# Guns (film, 1980)
Pour les articles homonymes, voir Guns.
Pour plus de détails, voir Fiche technique et Distribution.
Guns est un film français réalisé par Robert Kramer et sorti en 1980.

## Fiche technique
- Titre original français : Guns[1]
- Réalisation : Robert Kramer
- Scénario : Robert Kramer
- Photographie : Louis Bihi, Richard Copans, Claude Michaud et Éric Pittard
- Son : Olivier Schwob, Jean Umansky et Dominique Vieillard
- Mixage : Antoine Bonfanti
- Musique : Barre Philipps
- Montage : Yann Dedet et Valeria Sarmiento
- Production : Quasar
- Pays d’origine :  France
- Durée : 90 minutes
- Date de sortie : France - 19 novembre 1980

## Distribution
- Patrick Bauchau : Tony
- Juliet Berto : Margot
- Peggy Frankston : Lil
- Hermine Karagheuz : Katrin
- Béatrice Lord : Marie